# 尼古拉斯·埃文斯
尼古拉斯·本鮑·埃文斯（英語：Nicholas Benbow Evans，1950年7月26日—2022年8月9日），英国当代小说家。

## 生平
1950年生于英格兰伍斯特郡布羅姆斯格羅夫，毕业于牛津大學聖艾德蒙學堂。曾任泰恩河畔纽卡斯尔《晚间纪事报》记者。1982年至1984年，在倫敦週末電視从事影视制作工作。
1990年代初，他开始尝试电影制作，但没有取得成功，在此期间还被诊断出黑色素瘤。但与此同时，他从朋友那里听到了一个“马语者”的故事，据说他们能用特有的语言与马交流，治愈受伤的马。他对此非常有兴趣，并决定以此创作他的第一部小说。在创作过程中，他曾前往美国蒙大拿州、新墨西哥州和加利福尼亚州取材。他的经纪人卡拉多克·金在1994年法蘭克福書展上以300万美元的价格购买了他小说的版权。
1995年，处女作《马语者》出版后，在《纽约时报》1995年美国畅销小说排行榜位列第十。《马语者》被翻译成36种语言，在全球销售1500万册，位居有史以来最畅销的书籍之列。在英国，《马语者》在英国广播公司的大閱讀2003年排行榜中位列第195位。1998年，被勞勃·瑞福改编为同名电影。
2008年9月，他和家人在误食了他们在苏格兰度假时采集的蘑菇而中毒。在进行肾透析后，他还接受了肾脏移植手术。
2022年8月9日因心脏病在家中逝世。

## 出版物
- Evans, Nicholas. . New York: Delacorte Press. 1995  [2022-10-03]. ISBN 978-0-385-31523-4. （原始内容存档于2022-10-06）.
- Evans, Nicholas. . Corgi Books. 1999  [2022-10-03]. ISBN 978-0-593-04485-8. （原始内容存档于2022-10-06） （英语）.
- Evans, Nicholas. . London: Bantam Press. 2001  [2022-10-03]. ISBN 978-0-593-04525-1. （原始内容存档于2022-10-06） （英语）.
- Evans, Nicholas. . New York: Putnam. 2005  [2022-10-03]. ISBN 978-0-7394-5871-6. （原始内容存档于2022-10-05） （英语）.
- Evans, Nicholas.  1st. New York: Little, Brown and Co. 2010. ISBN 978-0316033787.

## 中文译本
- （英）尼古拉斯·埃文斯. . 由杨玉娘译翻译. 北京: 作家出版社. 1996. ISBN 9787506310468 （简体中文）.